# DMZ Peace Train Music Festival
Le DMZ Peace Train Music Festival est un festival de rock et musique électronique organisé à Cheorwon, en Corée du Sud, depuis 2018, qui propose différents genres de musique, dont le rock et l'électro principalement, sur deux scènes. Il a pour vocation de promouvoir la paix et l'harmonie dans la péninsule coréenne.

## Histoire
Accueilli par la ville de Séoul, le district de Cheorwon et la province de Gangwon, l'événement est créé lorsque le principal booker du Glastonbury Festival et du  Great Escape Festival, Martin Elbourne, se rend en Corée en 2017 et visite la DMZ avec les organisateurs de Zandari Festa, Dalse Kong Yoon-young et Lee Dong-yeon. Elbourne revient en janvier 2018 et convainc le maire de Séoul Park Won-soon, le gouverneur de Gangwon Choi Moon-soon et le ministre de la Culture Do Jong-hwan de financer le festival. En 2019, l'événement bénéficie d'un soutien supplémentaire de l'Organisation du tourisme de Corée. Le festival est géré au niveau national, tandis qu'Elbourne siège au comité consultatif aux côtés de Stephen Budd d'Africa Express et de Martin Goldschmidt de Cooking Vinyl.
L'étape principale et le festival se tiennent à Gosokjeong, et le concert eu lieu dans des endroits liés aux relations intercoréennes comme la gare de Woljeong-ri aussi,.
Le bassiste fondateur des Sex Pistols, Glen Matlock, fait la une des journaux lorsqu'il a accepté de se produire au festival, demandant aux organisateurs de ne prendre en charge que son billet d'avion,. Matlock s'est produit en solo, ainsi qu'avec les groupes punk coréens Crying Nut et Cha-Cha, membre de No Brain,. Il est rapporté que les organisateurs voulaient inviter des musiciens nord-coréens à se produire, ce qui n'a finalement pas eu lieu.
Le deuxième festival a lieu alors que les négociations entre les États-Unis et la RPDC sont au point mort. Le nombre d'artistes étrangers est passé de 12 à 17. La radio communautaire de Séoul a organisé une nouvelle scène de danse lors de l'événement,. John Cale, ancien membre du Velvet Underground, a été annoncé comme l'une des têtes d'affiche étrangères, ainsi que la légende du rock coréen et chinois Cui Jian, Seun Kuti, fils du musicien nigérian Fela Kuti, et le groupe punk danois Iceage. En outre, deux anciens Nord-Coréens se sont produits : le pianiste Kim Cheol-woong et le producteur coréen-japonais DJ Little Big Bee, qui était interdit de séjour en Corée du Sud jusqu'à une date récente.
Les festivals de 2020 et 2021 sont annulés en raison de la pandémie de Covid-19. Le festival est devenu payant et les billets pour toute la journée sont vendus au prix de 66 000 wons. En 2023, ils déplacent la semaine du festival en septembre et annoncent le premier line-up impliquant HMLTD et Mild High Club, ainsi que Michael Rother de Neu ! qui a été inclus dans le lineup plus tard.

## Programmations

### 2018
| Samedi 23 juin | Dimanche 24 juin |
| - Adoy - Bahngbek - Billy Carter - Bluse Power - Cha Jin Yeob Collective A - Galaxy Express - Hitchhiker - Idiotape - Kang San-eh - Kiha and the Faces - Kirara - Lee Sang-soon - NST and the Soul Sauce - Sunwoo Jung-a - Kid Francescoli - Mitsume - Newton Faulkner - Phum Viphurit - Txako - Vadou Game - Zenobia | - Bahngbek - Cha Seung-woo (No Brain) - Crying Nut - Jambinai - Lee Seung-hwan - Life and Time - Say Sue Me - Se So Neon - singSsing - Anoice - Colonel Mustard and the Dijon 5 - Glen Matlock - Joyce Jonathan - No Party for Cao Dong |

### 2019
Les artistes suivants se sont produits sur le site principal du festival, à Goseokjeong.
| Vendredi 7 juin                                                                                   | Samedi 8 juin | Dimanche 9 juin |
| - MKIT RAIN - Kingston Rudieska - Seun Kuti & Egypt 80 - Rhea Blek - Guampara Music - Xavi Sarria | - Kim Sa-wol X Kim Hae-won - Numnum - Dead Buttons - Sonyen - Sultan of the Disco - Jannabi - Hellivision X Kim Oki - Hyukoh - Cui Jian - Fujiya & Miyagi - Little Big Bee - Lucie,Too - Mongooz and the Magnet - Palmy | - Gureung Train - Stella Jang - Amado Lee Jaram Band - Jung Tae-chun Park Eun-ok - George - Colde - So!YoON! - Elephant Gym - Iceage - John Cale - Last Train - Peace |

Des représentations spéciales ont également eu lieu dans des endroits plus sensibles de la zone démilitarisée, notamment un groupe de dix personnes composé de musiciens et de danseurs indépendants s'inspirant de la musique militaire.
| Vendredi 7 juin | 1600 | Mont Soisan        | - Yoon Jae-won                                                                                      |
| Vendredi 7 juin | 1900 | Workers' Party HQ  | - Kim Sa-wol X Kim Hae-won - Kim Ji-won (of Billy Carter) - Baik Hyun-jin - Ambiguous Dance Company |
| Samedi 8 juin   | 1300 | Gare de Woljeongri | - Kim Cheol-woong - Wussami - Jeongmilla                                                            |

### 2022
Les artistes suivants se sont produits sur le site principal du festival à Goseokjeong.
| Samedi 1 octobre | Dimanche 2 octobre |
| - Balming Tiger - Bongjeingan - Soumbalgwang - CHS - Yoon Soo Il Band - Lang Lee - Car, the Garden - Haepaary - Hyodo and Bass - Bandit Bandit - Makimakkuk - Starcrawler | - OKFM - Kim Ildu and Bulsechul - Nerd Connection - Nucksal X Cadejo - No Brain - Bulgogidisco - Leenalchi X Ambiguous Dance Company - Han Young Ae - Bohemian betyars - HYBS - The Inspector Cluzo |

Comme en 2019, un concert a également eu lieu à la gare de Woljeong-ri et deux artistes y ont participé. Il n'a accueilli que 150 spectateurs.
| Samedi 1 octobre | 150 | Gare de Woljeongri | - Lang Lee - Jaehoon Kim |

### 2023
Les artistes suivants se sont produits sur le site principal du festival à Goseokjeong.
| Samedi 2 septembre | Dimanche 3 septembre |
| - 250 - Gate Flowers - Verycoybunny - Silica Gel - CIFIKA - Wah Wah Wah - Idiotape - Lee Sang Eun - Hypnosis Therapy - Chroma - DYGL - Michael Rother - 南洋派對N.Y.P.D. - TootArd | - Meaningful Stone - My Aunt Mary - Sogumm - Soombee - Adoy - Choi Beck Ho - Jambinai - Frente Cumbiero - HMLTD - Kiki - Mild High Club - Onra |